# Hypoxystis extinctaria
Hypoxystis extinctaria là một loài bướm đêm trong họ Geometridae.